# 藍驚奇
藍驚奇（英語：Blue Marvel），本名為亞當·伯納德·布拉希爾（Adam Bernard Brashear），是出自漫威漫畫的虛構超級英雄。首次登場於《亞當：藍驚奇之傳奇》（英語：Adam: Legend of the Blue Marvel）第1期 (2008年11月)，由演員兼作家的凱文·葛瑞佛所創作，凱文在童年時期已對此角色有了構思。

## 出版歷史
亞當·布拉希爾在由凱文·葛瑞佛所創作的五期迷你系列《亞當：藍驚奇之傳奇》（英語：Adam: Legend of the Blue Marvel）中首次亮相。後來在《假如？秘密入侵》第1期（2010年2月）中短暫出現了一個不同版本的藍驚奇。
在2013年的Marvel NOW!期間，《強大復仇者》得到重新推出，當中藍驚奇加入了盧克·凱奇的新超級英雄團隊－強大復仇者。

## 虛構人物傳記
亞當·布拉希爾是康奈爾大學的前後衛，也是韓戰的老兵及擁有兩個銀星勳章的海軍陸戰隊成員。在海軍陸戰隊期間，他結識了康納·希姆斯（英語：Conner Sims），即後來的「反物質人」（英語：Anti-Man）。布拉希爾其後成為一個科學計劃的負責人，該計劃皆在通過創建負反應堆，在負區和正物質宇宙之間架起了一座橋樑，以控制反物質。此反應堆能通過尋找在兩個宇宙之間的平衡穩定事件視界，成為無窮無盡清潔能源的來源。其後，由於反應堆的意外爆炸，布拉希爾和希姆斯都受到了來自不穩定事件視界所產生的誘變輻射。希姆斯的身體溶解成能量，而布拉希爾則變成了一個穩定的「反物質反應堆」，擁有超乎常人的能力，並以別名「藍驚奇」來打擊犯罪。
1962年，亞當從約翰·肯尼迪總統中獲得了總統自由勳章，同一天總統要求他退休，因為公眾發現他是非裔美國人。布拉希爾擔任藍驚奇期間經常戴著頭罩，頭罩卻在一次戰鬥中受損，其身份隨即暴露。由於1962年正處於種族隔離的時代，此事引發了巨大的爭議，讓大眾對接受黑人超級英雄猶豫不決。儘管肯尼迪親自授權了布拉希爾的行為，他最終還是不情願地要求布拉希爾下台。作為藍驚奇的最後任務，布拉希爾擊敗了外星入侵艦隊的先驅。戰鬥結束後，他將自由勳章留在月球藍區，也首次目睹觀察者奧圖，並與其談話間被他擊敗的外星艦隊所打斷了。後來，美國政府利用此任務來偽造他的死亡。並之後成立了神盾局。特工馬琳弗雷澤（英語：Marlene Frazier）以坎迪斯（英語：Candace）的名義作為布拉希爾的監督。弗雷澤最終成為了他的妻子及三名小孩的母親：兒子凱文和麥克斯及女兒阿德里安娜。布拉希爾後來成為馬里蘭大學的終身物理學教授。
雖然以「藍驚奇」的名義退休，但布拉希爾在接下來的幾十年裏持續以「布拉希爾博士」（英語：Doc Brashear）的名義獨自或與其長子凱文一同冒險。 在1972年的一次冒險中，他與吸血鬼獵人幽靈刺客及黑暗魔法師卡魯尤合作對抗有變形能力的「死亡行者」（英語：Deathwalkers）。
後來，亞當·布拉希爾研究了一個名為「英飛諾」（英語：Infinaut）的神秘生物，該生物多次嘗試在地球上顯現。在1998年英飛諾的第二次顯現期間，亞當和他的兒子凱文使用反物質動力裝置來中斷它的顯現。亞當發現若英飛諾能以其大體形在地球上顯現，其足以把地球摧毀。
「反物質人」康納·希姆斯是一個激進分子，部分原因源自與亞當·布拉希爾的歷史，他強烈地憎恨種族主義（他是白人）。 當反物質人回歸擊敗復仇者聯盟時，東尼·史塔克（鋼鐵人）找到了布拉希爾，並在神奇先生的幫助下想出了一個阻止反物質人的計劃。在月球上與希姆斯發生一場意外的對峙後，布拉希爾失去了知覺。後來，一場與反物質人的長期戰鬥導致坎迪斯·布拉希爾的死亡。在他們的戰鬥結束時，布拉希爾將反物質人帶到了電離層的邊緣，並吸走了他剩餘的「反物質能量」，導致他的波形永久退相並崩潰。
其後，布拉希爾在《英雄紀元》第3期中以全職超級英雄的身份回歸。在與觀察者奧圖討論後，他前往烏茲別克協助凜冬衛隊制服了超越維度的亥伯龍。
在《恐懼本身》 的故事線中，藍驚奇正在探索負區，並在他的海底基地「加低斯」（英語：Kadesh）發現了一艘潛艇。（藍驚奇是第一個發現並進入負區的人）。中美雙方互相指責，似乎處於戰爭的邊緣，因此藍驚奇設法將他的反物質樣本從水中拯救出來，讓中美關係恢復正常。藍驚奇想知道這艘潛艇的由來，並很快發現守護大蛇神海底監獄的海龍負責將潛艇送進自己的基地。
在《無限》故事線中，奧圖到裝修後的海底科學堡壘（英語：Undersea Science Fortress）拜訪藍驚奇，並與其談論了他的家庭生活以及他對錯失機會加入復仇者聯盟的渴求。經過單方面的交談後，藍驚奇穿上其服裝，加入盧克凱奇團隊的戰鬥，戰鬥期間飛過欰魔-葛拉斯的頭。他能夠治愈光譜（因被暗夜比鄰星的長矛擊倒而受傷），並暫時增強她的力量。隨後，藍驚奇宣布加入強大復仇者。
在2015年《秘密戰爭》故事線「最後日子」的部分中，藍驚奇與強大復仇者一起對抗光明會。戰鬥結束後，藍驚奇告訴神奇先生和黑豹他因該組織從未就此諮詢過其他英雄的意見而生氣，並表示若他們當初齊心協力，本可阻止這一切的發生。
在2015年《全新全異漫威宇宙》的故事線中，藍驚奇成為終極的一員，並與其首個任務涉及取回行星吞噬者貿然放出來的孵化器。一旦他們把孵化器放回去，其就完全成為了一個生命使者。當終極在他們的船阿波那（英語：Aboena）漫遊於外層空間（英語：Exo-Space）期間，藍驚奇發現他的老敵人反物質人已在那重新集結及現身。藍驚奇認為他過於危險而想殺死他，還發現他的兒子凱文也在外層空間。藍驚奇將反物質人帶到了阿波那，以便他和終極能修復他。
在2016年《內戰 II》的故事線中，具有預知能力的尤里西斯·凱恩看見了一個幻象，旨在警告藍驚奇即將抵達地球的跨維度旅行者英飛諾，並將危及地球。此警告給了藍驚奇、巨人和終極足夠的時間來設計一個彭氏粒子加速器，以把英飛諾縮小至人類大小。
在《屠神者》（英語：God Butcher）的故事線中，藍驚奇與一眾強大復仇者連同其他人類已被洛基殺死，其屍體被「惡作劇之神」洛基復活作為不死英雄軍團之一，以對抗年邁國王索爾，卻最終被索爾擊敗。

## 能力與裝備
反物質能量吸收為藍驚奇主要的力量來源。這種力量源自
跨維度宇宙「負區」內反物質所釋放的能量。
- 超人的力量：藍驚奇擁有巨大的超人力量。有人觀察到他能移動一顆阿肯色州大小的流星，並常輕易地將航空母艦舉起並飛行相當長的距離。 藍驚奇的實力上限為未知之數，但與浩克、哨兵和索爾處於同一水平。
- 無懈可擊：藍驚奇幾乎無懈可擊和具有驚人的耐力，能夠承受巨大的衝擊力、暴露在極端溫度和壓力下以及強大的能量爆炸而不會受傷。他能承受住核爆炸而沒有任何明顯的身體創傷，並且能夠在沒有任何幫助的情況下在真空的太空中生存。基於他的角色沒有得到太多的擴展，因此推測其與超人或雷神擁有相似的無敵能力[22]。
- 飛行：藍驚奇能通過操縱引力子或磁場、控制他的絕對分子運動及利用他的超人速度來飛行。他可輕鬆達到逃逸速度（大約是音速的34倍），其飛行速度遠超超音速，但能否達到超過光速的速度仍為未知之數[22]。
- 加強的精神感知：藍驚加擁有超乎常人的感知和理解事物能力[22]。
- 能量產生：藍驚奇能基於反物質產生和控制負物質能量，為一種非常強大的能力，因為一克反物質相當於一顆原子彈的威力，而藍驚奇可相對輕鬆地釋放數百萬噸的反物質，並可通過操縱這種能量來產生各種效果，包括製造能量結構[23]。
  - 他能以能量爆炸的形式釋放能量，包括衝擊力螺栓、眩暈螺栓和能量脈衝[15]。
- 分子操縱：藍驚奇能在分子水平上以極高的精準度和控制力影響物質，就像他不僅治癒了莫妮卡·藍博，而且進一步增強了她的電磁能力。目前尚不清楚這種能力是否僅限於電磁粒子，或藍驚奇是否能影響所有物質，從而使他能夠改變物體的分子組成或轉化元素。
- 生物發光：藍驚奇曾展示了從身體發光的能力[24]。
- 長壽：藍驚奇的衰老速度比正常人慢得多，壽命也長得多[20]。
- 訓練有素的格鬥家：他接受過美國海軍陸戰隊的武裝及非武裝戰鬥訓練[25][26]。

根據布拉希爾的說法，他是一個穩定的「反物質反應堆」，但更深一層而言，他所做的是引導由相反的正物質和負物質（負區）宇宙相互作用引起的穩定事件視界，從而產生奇異粒子。由於布拉希爾一直保留着他的能力，看起來要麼是賦予他能力的特定生成反應在他第一次獲得能力的設施中以看不見或亞原子的水平繼續運行，要麼是實驗中產生的奇異粒子不知何故與布拉希爾發生了量子糾纏。
布拉希爾擁有康奈爾大學的理論物理學博士學位和電機工程學碩士學位。他在馬里亞納海溝中設有一個大型海底總部，並只有「潛水人」納摩知道其位置。布拉希爾通常在雙臂上戴著手套，以引導和增強他那巨大的力量。布拉希爾能夠利用他發明的科技創建傳送門，該科技遠遠超過目前地球上的任何科技。藍驚奇的主要弱點為一種來自外層空間（英語：Exo-Space）的物質－0號元素。

## 其他媒體

### 電子遊戲
- 《樂高漫威復仇者聯盟（英语：Lego Marvel's Avengers）》
- 《樂高漫威超級英雄 2（英语：Lego Marvel Super Heroes 2）》[27]
- 《漫威：未來之戰》：手機遊戲，藍驚奇是玩家可使用的角色之一[28]。

## 外部連結
- 藍驚奇傳記 （页面存档备份，存于） at World of Black Heroes
- 藍驚奇 （页面存档备份，存于） at Marvel.com
- 亞當·布拉希爾（地球-616） （页面存档备份，存于） at Marvel Database Project
- 藍驚奇 （页面存档备份，存于） at Comicvine
- 漫画书数据库：藍驚奇（亞當·布拉希爾）